# Rhopalaea tenuis
Rhopalaea tenuis is een zakpijpensoort uit de familie van de Diazonidae. De wetenschappelijke naam van de soort is voor het eerst geldig gepubliceerd in 1904 door Sluiter.